# Katoličanstvo u Hrvata
Katoličanstvo je najzastupljenija religija hrvatskog naroda od naseljenja današnjih prostora. Prema popisu stanovništva iz 2011., 86,28% stanovništva izjašnjava se rimokatolicima.

## Povijest

### Pokrštavanje i narodni vladari
Hrvati su narod koji je doselio u područje današnje Hrvatske tijekom sedmog stoljeća. U dodiru s kršćanskim starosjediocima polako prihvaćaju kršćanstvo. Ulogu u pokrštavanju imali su bizantski i franački misionari te benediktinci koji donose zapadne kulturne utjecaje. 
Prve dodire sa Svetom Stolicom imali su već 641. godine, kad su primili papina izaslanika opata Martina koji je došao od njih otkupiti kršćansko roblje i kosti mučenika. O pokrštenju Hrvata nema puno podataka, ali se zna da je ono teklo mirno i slobodno između 7. i početka 9. stoljeća. Bizantski car Konstantin Porfirogenet (913. – 959.) u svom djelu "O upravljanju carstvom" bilježi kako je bizantinski car Heraklije (610. – 641.), za čijeg su vladanja Hrvati zaposjeli krajeve između Drave i Jadranskoga mora, "poslao i doveo iz Rima svećenike, od kojih je učinio nadbiskupa, biskupa, svećenike i đakone, i pokrstio Hrvate". Povijesni izvori spominju i pokrštavanje narodnih vođa knezova: (Porge, Porina, Vojnomira, Višeslava, Borne) u Ninu, Ljudevita Posavskoga i ostalih.
U 9. stoljeću Hrvati su već uključeni u veliku europsku kršćansku zajednicu. Njihovi vladari Mislav (oko 839.), Trpimir (852.) i drugi grade crkve i podižu samostane. Već godine 879. hrvatski vladar Branimir, koji je stolovao u Ninu, pisao je papi Ivanu VIII. te mu obećava vjernost i poslušnost. Papa Ivan VIII. odgovara pismom od 7. lipnja 879. i kaže da je slavio misu na grobu sv. Petra i tom prilikom zazvao Božji blagoslov na Branimirovu zemlju i njegov narod. Također je sačuvano dragocjeno dopisivanje između pape Ivana X. (914-928.) i hrvatskog vladara Tomislava povodom prve splitske sinode (925.) u kojem se po prvi put u međunarodnim dokumentima nalazi spomen jednog hrvatskog kralja. Hrvatskog kralja Zvonimira krunio je Gebizon, legat pape Grgura VII., godine 1075. U to vrijeme raskola između Zapadne i Istočne Crkve, Zvonimir također obećava papi vjernost i obvezuje se da će u svom kraljevstvu provoditi crkvenu reformu, štititi udovice i brinuti se za pravednost "da jaki ne potlače slaboga". U doba hrvatskog kraljevstva s narodnim vladarima među Hrvatima su djelovali benediktinci, koji su ostavili neizbrisiv pečat na području crkvenoga, kulturnoga, a i državnoga života toga doba.

### Srednji vijek
Kada je 1102. Hrvatska izgubila vlastitu dinastiju i ušla u personalnu uniju s Mađarskom, benediktinci su polako odumirali, a hrvatskom katoličanstvu posebno obilježje daju prosjački redovi, poglavito franjevci, a onda i dominikanci. Potom su na vjersku i kulturnu formaciju Hrvata snažan utjecaj izvršili isusovci. Crkveni pisci iz sjeverne Hrvatske i osobito iz Dubrovnika, koji je bio slobodno središte hrvatske kulture, mnogo su učinili za standardizaciju i proširenje hrvatskoga književnog jezika te i na taj način značajno učvrstili hrvatsko nacionalno biće. Već od 9. stoljeća u Hrvatskoj se bilježi jedinstvena pojava u cijelom rimokatoličkom svijetu, rimokatolička liturgija na narodnom jeziku s posebnim glagoljskim pismom. Unatoč raznim nesuglasicama i protivljenjima, papa Inocent IV. odobrava senjskom biskupu Filipu upotrebu crkvenoslavenskog jezika i glagoljice te su tako sve do II. vatikanskog koncila Hrvati bili jedini narod koji nije morao za liturgijski jezik koristiti isključivo latinski.
U srednjovjekovnoj Bosni i Hercegovini bilo je brojno katoličko pučanstvo. Upravo na to područje dolazi turska osmanlijska sila te je tijekom stoljeća došlo do snažne islamizacije. Među preostalim katoličkim (hrvatskim) narodom kroz nekoliko stoljeća u Bosni i Hercegovini djelovali su franjevci, koji su sačuvali i vjerski i kulturni i nacionalni identitet Hrvata tog područja.

### Novije doba
Krajem 19. stoljeća u Hrvatskoj, koja je do 1918. bila u sklopu Austro-Ugarske, organiziraju se hrvatski katolički đaci, studenti i intelektualci te stvaraju svoj pokret da bi u društvo unosili katolička načela i vrijednosti. Između dva svjetska rata Crkva je uglavnom slobodno djelovala. Za vrijeme Nezavisne Države Hrvatske manji dio katoličkog klera je podržavao vlast ustaškog režima. Poslije 2. svjetskog rata komunistička se vlast obračunava s ideološkim protivnicima, teško optužujući sam vrh Katoličke Crkve, što kulminira montiranim procesom, suđenjem i zatočenjem tadašnjeg nadbiskupa Alojzija Stepinca. Zbog imenovanja Stepinca kardinalom prekinuti su diplomatski odnosi sa Svetom Stolicom, koji će biti ponovno uspostavljeni tek 1966. godine.
U socijalističkoj Jugoslaviji, komunistička vlast provodi opću nacionalizaciju, čime i Katolička Crkva gubi brojne posjede, bolnice, škole, domove. Oduzeti su ne samo posjedi nego i pojedini samostani, a nekima (trapisti kod Banje Luke) su oduzeti svi gospodarski objekti od kojih je samostan živio i koji su praktički bili dio samostana. Dogodio se i jedan paradoks: časne sestre koje su radile u bolnicama kao medicinske sestre otpuštane su iz ljubljanskih i zagrebačkih bolnica, a primale su ih i čak pozivale bolnice u Srbiji i Crnoj Gori. Vjeronauk je izbačen iz škole, laičke organizacije morale su biti raspuštene, vjera je proglašena privatnom stvari čovjeka i zabranjen je bilo kakav način njenog javnog očitovanja, te je provođena sustavna ateizacija. Članstvo u Komunističkoj partiji uvjetuje se ograđivanjem od religioznosti. Budući da se većina položaja u politici i gospodarstvu dobivala upravo kroz Partiju, vjernici (a i osobe koji su bili nepodobne po drugim kriterijima) su u pravilu bili diskriminirani ili potpuno isključeni iz javnog života.

## Kršćanstvo i Katolička Crkva u Hrvata danas
Nakon sloma komunizma na prvim višestranačkim izborima 1990. godine kršćanstvo dobiva punu slobodu i doživljava nagli rast popularnosti. Za vrijeme Domovinskog rata katoličanstvo i pravoslavlje se često navode kao osnovna podjela među zaraćenim stranama, što dovodi i do posebnog razaranja crkvenih objekata: njih ukupno 1426 je uništeno ili oštećeno.
U Republici Hrvatskoj Katolička Crkva ima definiran pravni položaj kao autonomna na svom području te joj je omogućeno održavati vjeronauk u državnim osnovnim i srednjim školama onim učenicima koji ga izaberu, može osnivati i sama katoličke škole, a omogućena joj je i pastoralna skrb među katoličkim vjernicima u oružanim snagama i redarstvenim službama. Razmjenom ratifikacijskih instrumenata 9. travnja 1997. stupili su na snagu ugovori između Svete Stolice i Republike Hrvatske:
1. o pravnim pitanjima,
2. o suradnji na području odgoja i kulture i
3. o dušobrižništvu katolika u oružanim snagama i redarstvenim službama.

U tijeku su pregovori za 4. ugovor koji bi trebao regulirati ekonomska pitanja, što je za Crkvu od životne važnosti jer zakonodavstvo ne predviđa povrat nacionaliziranih dobara nego tek manju odštetu. Do 1990. u medijima se nisu pojavljivali stavovi Crkve, no danas novinari redovito pribivaju zasjedanjima Hrvatske biskupske konferencije, pa su stavovi Crkve o temama poput rada nedjeljom, medicinski potpomognute oplodnje, odnosu prema Domovinskom ratu, suradnje s Haškim sudom i slično javno poznati i onima koji ne idu na nedjeljnu misu (što prije 1990. nije bio slučaj), što pak potiče rasprave o ulozi Crkve u društvu. Od osamostaljenja Hrvatsku je tri puta posjetio papa Ivan Pavao II., što je bilo popraćeno velikim zanimanjem javnosti i medija. 
Od nastanka samostalne Hrvatske 1991. godine Katolička Crkva u Hrvatskoj pokušava promicati svoje vrijednosti u društvu, često uz suradnju konzervativnih političkih stranaka i katoličkih udruga. Neke od vrijednosti i inicijativa su:
- neradna nedjelja
- lustracija i kažnjavanje zločina iz vremena komunizma
- vjeronauk u školama
- zaštita braka kao zajednice muškarca i žene, protivljenje homoseksualnim brakovima (istospolnim zajednicama)
- zaštita života od začeća do prirodne smrti, tj. protivljenje pobačaju, umjetnoj/medicinski pomognutoj oplodnji i eutanaziji
- prirodne metode u planiranju obitelji i liječenju neplodonosti i protivljenje umjetnim kontracepcijskim metodama, osobito abortivnim kao npr. spirala koja se smatraju ubojstvom i teškim grijehom

## Vanjske poveznice
- Biblija na hrvatskom jeziku
- KatoLink.net Katolički Linkovi